# Survive the Summer
Survive the Summer (с англ. — «Пережить лето»; сокращённо — S.T.S) — второй мини-альбом австралийской хип-хоп исполнительницы Игги Азалии, выпущенный 3 августа 2018 года на лейбле Island.
Работа над проектом началась летом 2017 года после того, как Азалия отменила выход своего второго студийного альбома Digital Distortion. Исполнительница планировала сделать мини-альбом визуальным, то есть каждую песню должен был сопровождать видеоклип, но как заявила сама исполнительница, из-за затратного музыкального видео на лид-сингл, про съёмки остальных пяти видеоклипов пришлось забыть.
В поддержку альбома 6 июля 2018 года был выпущен полноценный сингл «Kream», записанный при участии американского рэпера Tyga, а также промо-сингл «Tokyo Snow Trip». Планировалось, что песня «OMG» записанная при участии Уиза Халифы станет вторым и заключительным синглом с видеоклипом, однако из-за низких продаж альбома эти планы не были реализованы.

## Обложка
24 декабря 2017 года Азалия сообщила, что на обложке альбома будет его сокращённое название, аббревиатура «STS». Игги представила обложку 29 июня 2018 года. На ней она изображена стоя́щей под красным неоновым освещением, одетая в сетчатое боди и кружевную маску, в то время как две руки сзади обхватывают её грудь, а в руках она держит единственную белую розу. Издание Rap-Up назвали обложку «мрачной и провокационной». Объясняя её символизм, Азалия сказала: «Траур, смерть. Это как бросить цветок в гроб и с чем-то попрощаться».

## Восприятие
Альбом получил смешанные отзывы от музыкальных критиков. Нил Юнг из AllMusic сказал, что EP «представляет Азалию как хардкор-рэпершу, не особо желающую подстраиваться под мейнстрим, который когда-то был её «хлебом с маслом», продолжая, что «флоу Игги эффектен, продакшн потрясающий, но в конечном итоге есть ощущение, что из материала высосано всё веселье». Шелдон Пирс из Pitchfork заявил: «Абстрактно она знает, как должна звучать хорошая рэп-песня, но неспособна её создать». Valture похвалили концепцию EP и назвали его «интересным с эстетической точки зрения», отметив, что «хотя S.T.S. стремится к разнообразию, но иногда в результате слышится ощутимая пустота». Майк Нид из Idolator заявил: «В альбоме нет никаких проблесков поп-эстетики, которая помогла Азалии возглавить международные чарты с песней «Fancy» в 2014 году. Тем не менее, она так же привлекательна без цепляющих припевов, которые в своё время определили успех её самых больших хитов». В своей статье для Stereogum Крис ДеВиль заметил: «Мрачные биты достаточно громкие; рифмы Азалии уверенные и харизматичные, несмотря на то, что присутствуют и скучные», и заявил, что «трудно представить, чтобы она вернулась к полному расцвету, но к лучшему или к худшему, Игги готова продержаться до осени и дольше». В обзоре для Slant Magazine Алекса Кэмп написала: «Все шесть песен одинаково мрачные, странные и минималистичные, с резкими куплетами, наполненными утверждениями об образных и буквальных достоинствах Азалии».

## Список композиций
| №                   | Название                        | Автор(ы) | Продюсер(ы)                | Длительность |
| ------------------- | ------------------------------- | --- | -------------------------- | ------------ |
| 1.                  | «Survive the Summer»            | Аметист Амелия Келли | Ljay Currie                | 2:44         |
| 2.                  | «Tokyo Snow Trip»               | Келли | Bedrock                    | 2:10         |
| 3.                  | «Kream» (при участии Tyga)      | Келли Ronny J Nima Jahanbin Paimon Jahanbin Michael Stevenson Gary Grice Corey Woods David Porter Robert Diggs Lamont Hawkins Isaac Hayes Clifford Smith Dennis Coles Russell Jones Jason Hunter | Ronny J Wallis Lane GT [a] | 2:46         |
| 4.                  | «Hey Iggy»                      | Келли Mike Chapman Dylan Wiggins Nicky Chinn | Bedrock                    | 2:47         |
| 5.                  | «Kawasaki»                      | Келли | Bedrock                    | 2:57         |
| 6.                  | «OMG» (при участии Уиза Халифы) | Келли Rodriguez Kirkland Matthew Akil King Cameron Thomaz | Smash David                | 2:29         |
| Общая длительность: | Общая длительность:             | Общая длительность: | Общая длительность:        | 15:53        |

Примечания
- «Kream» содержит сэмпл песни «C.R.E.A.M.» авторства Роберта Диггса, Джейсона Хантера, Клиффорда Смита, и Кори Вудса, членов группы Wu-Tang Clan.

## Чарты
| Чарты (2018)                    | Высшая позиция |
| ------------------------------- | -------------- |
| Австралия (ARIA Digital Albums) | 17             |
| США (Billboard 200)             | 144            |